# Ледоколы проекта 22220
А́томные ледоко́лы прое́кта 22220 ти́па «А́рктика» (ЛК-60Я) — серия российских универсальных двухосадочных атомных ледоколов, аббревиатура ЛК-60Я расшифровывается как: ЛедоКол мощностью 60 МВт с Ядерной силовой установкой.
Ледовый класс — КМ ✪ Icebreaker 9 [2] AUT2-ICS EPP. Главные задачи ледоколов — обслуживание Северного морского пути и проведение различных экспедиций в Арктику. Использование переменной осадки позволяет ледоколам данного проекта равно эффективно работать как на глубокой воде, так и на мелководье в руслах сибирских рек. Данная особенность позволяет заменить этими ледоколами как ледоколы проекта 10520 типа «Арктика», так и типа «Таймыр» и следовательно, уменьшить общую стоимость эксплуатации атомного ледокольного флота, полностью сохранив все его возможности. Ледоколы проекта 22220 являются частью программы «Основы государственной политики страны в Арктике на период до 2035 года», цель которой развитие «Северного морского пути». Ледоколы проекта 22220 являются самыми большими и самыми мощными ледоколами в мире.
Ледоколы проекта 22220 должны заменить старые ледоколы, построенные в советское время: «Вайгач», эксплуатацию которого планируется завершить в 2023—2024 годах, «Таймыр» будет выведен из эксплуатации в 2025—2026 годах, «Ямал» в 2027—2028 годах и «50 лет Победы» после 2035 года.
На декабрь 2024 года — построено 4 ледокола (4 в эксплуатации), 2 строятся, 1 планируется к закладке.

## Разработка
Действующий ледокольный флот требовал замещения (до 2027 года пришлось продлить ресурс атомных ледоколов «Таймыр», «Вайгач» и «Ямал», на период строительства новых судов, иначе возникла бы так называемая ледовая пауза) и в 2000-е годы началась разработка ледокола, на основе данных, полученных в ходе эксплуатации ледоколов типа «Арктика» и «Таймыр» и результатов математического и натурного моделирования поведения ледокола в различной ледовой обстановке.
Целью разработки были:
- создание универсального ледокола для использования как на глубокой воде, так и в руслах рек;
- увеличение ледопроходимости с 2,25 м (проекта 10520 типа «Арктика») до 3,0 м (проекта 22220 типа «Арктика» ЛК-60Я);
- ширина прокладываемого канала 37 м;
- повышение надёжности и безопасности эксплуатации, в том числе ЯЭУ;
- уменьшение общих эксплуатационных расходов
- назначенный срок службы — 40 лет.

Проектированием и изготовлением ледокола занимаются:
- АО «Завод „Знамя Труда“» — судовая трубопроводная арматура[7][8].
- ПАО ЦКБ «Айсберг» — разработчик проекта/корабля.
- «Балтийский завод» — строительство ледокола [9].
- «ОКБМ им. И. И. Африкантова» — разработка ядерной энергетической установки в составе двух реакторов «РИТМ-200».
- «ЗиО-Подольск» — изготовитель реакторов.
- «Кировский завод» — разработка, изготовление и испытания паротурбинных установок ПТУ-72[10].
- «Уральский турбинный завод» — изготовление паровых турбин ТНД-17[10].
- ЦНИИ судовой электротехники и технологии и «Русэлпром» — система электродвижения, включающая три асинхронных гребных электродвигателя для привода гребных винтов, два главных генератора с приводом от паровой турбины с комплектом системы управления возбуждением, а также электропривод для противообледенительного устройства, двигатели для компрессора и для привода различных насосов[10]
- АО «Армалит» — судовая трубопроводная арматура[11];

## Характеристики ледоколов
Всю энергию корабль будет получать от атомной паропроизводящей установки.
Двухреакторные атомоходы мощностью 60 мегаватт должны прослужить четыре десятилетия (действующие сейчас атомные ледоколы были рассчитаны на 25 лет эксплуатации, а некоторые работают уже больше 30 лет). Инновационная реакторная установка позволяет работать без перезарядки 5 — 7 лет, что увеличивает эксплуатационный период судна. При этом стоимость ядерного комплекта топлива — тепловыделяющих сборок — на 2022 год составляла около 1 млрд рублей. Расход топлива при ходовых испытаниях в случае отсутствия необходимости повторных испытаний (как это произошло с ледоколом «Арктика») оценочно составляет 3 %.
Движителем судна служат три четырёхлопастных гребных винта фиксированного шага, которые приводятся в действие шестью электродвигателями суммарной мощностью 60 МВт; двигатели установлены по два на каждом из трёх валов судна.
Наибольшая длина — 173,3 м. Габаритная длина — 172,7 м. Наименьшая осадка — 9,03 м (10,5 полное по КВЛ). Наименьшее водоизмещение по КВЛ — 26 771 т.
Рассчитан на преодоление ровного льда толщиной 2,8-2,9 метра (3,0 метра наибольшая) со скоростью 1,5 — 2 узла.
Ледокол «Арктика» получит уникальную систему электрического движения (СЭД), которая генерирует, накапливает и максимально эффективно расходует электроэнергию при движении судна во льдах. Изделие, разработанное филиалом Крыловского государственного научного центра (КГНЦ) «ЦНИИ СЭТ» (Санкт-Петербург), позволит ледоколу преодолевать ледяные поля с наибольшей толщиной 3 метра без потери мощности и хода.

Подобной техники в стране ранее не производилось, — рассказал «Известиям» исполнительный директор Крыловского научного центра Михаил Загородников. — На серию атомных ледоколов проекта 22220 планировалось ставить системы электродвижения фирм Converteam и электротехнику ABB и Siemens. Но из-за санкций нам пришлось разрабатывать всё самостоятельно. Сегодня мы произвели и поставили полный комплект необходимого оборудования для «Арктики».

92 % оборудования новых ледоколов российского производства.
Ещё одной особенностью этого ледокола является его двухосадочность, то есть универсальность, с возможностью использования, как на морской глубокой воде, так и в руслах рек, тем самым замещая собой сразу два ледокола: классов «Арктика» и «Таймыр» соответственно. Данное свойство определяется двухосадочной конструкцией судна, включающей в себя балластные цистерны. Для работы в качестве тяжёлого морского ледокола в цистерны набирают воду и судно увеличивает свою осадку на 1,5 метра, а для работы в неглубоких устьях рек балластную воду сливают, судно подвсплывает и работает как мелкосидящий ледокол.

## Строительство

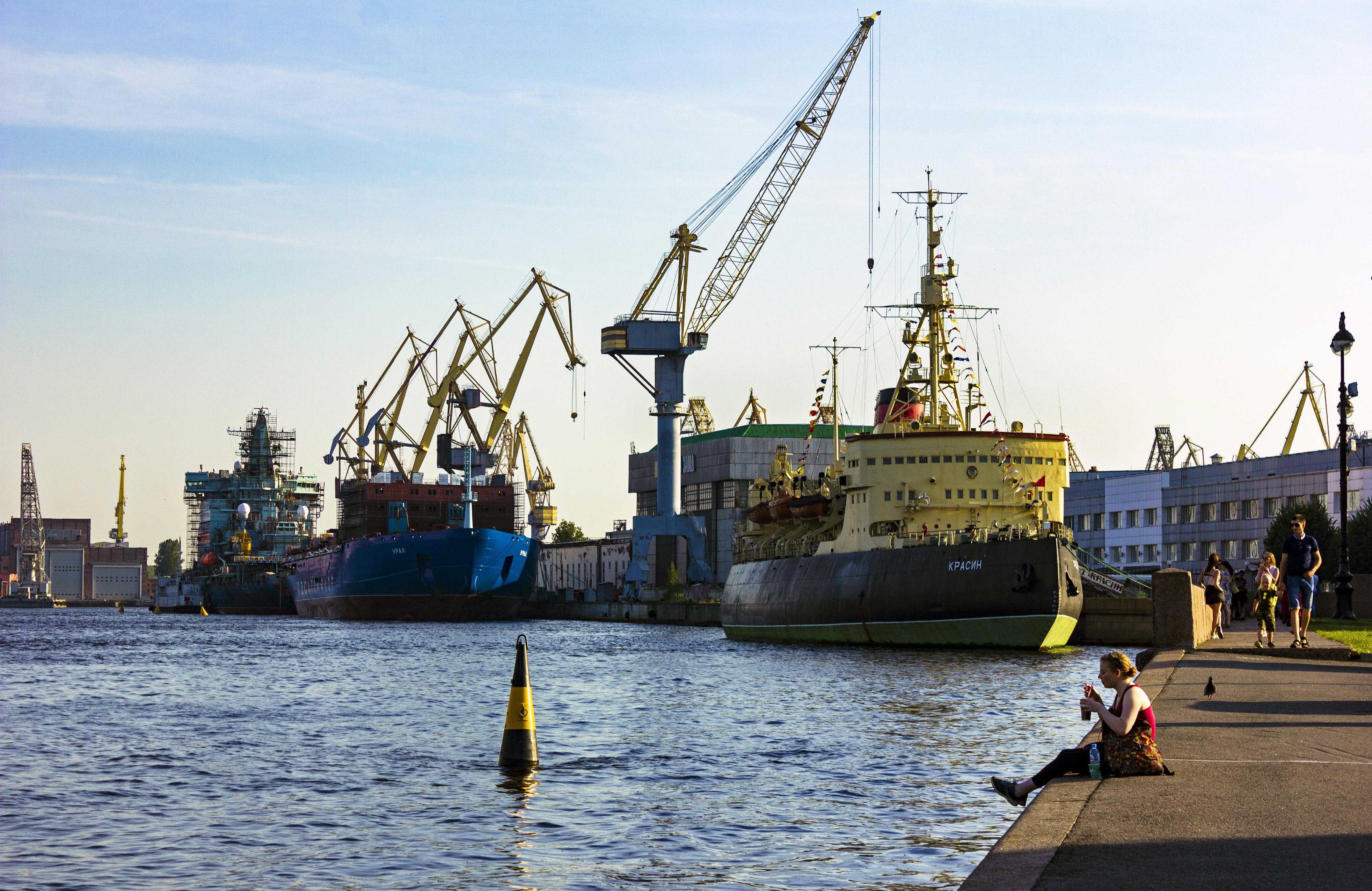
Строящиеся «Арктика» и «Урал» и музейный «Красин», Санкт-Петербург, 2019 год

«Киров-Энергомаш» изготавливает турбонаддувочные агрегаты ТНА-10 для противообледенительного устройства, обычно обеспечивающие подачу больших объёмов воздуха для горения в котле судна, но в данном случае предназначенные для подачи воздуха этой забортной системе. Это же предприятие строит паротурбинные установки мощностью 72 МВт (ПТУ-72), спроектированные для работы с новым реактором РИТМ-200, созданным для ледоколов проекта 22220.

### «Арктика»
Строительство головного ледокола серии начато в 2012 году на верфи «Балтийский завод», заложен 5 ноября 2013 года.
Спущен на воду 16 июня 2016 года.
4 февраля 2020 года во время пусконаладочных работ системы электродвижения на ледоколе вышел из строя один из двух правых гребных электродвигателей, после чего сроки сдачи корабля были сдвинуты на неопределённое время (электродвигатель был заменён через год, уже после ледовых испытаний).
22 сентября 2020 ледокол отправился на ледовые испытания в Мурманск.
3 октября ледокол достиг, в рамках приёмосдаточных испытаний, Северного полюса Земли, преодолев льды толщиной до 3 метров.
Поднятие флага и передача в эксплуатацию ФГУП «Атомфлот» произошло 21 октября 2020 года, при участии премьер-министра России Михаила Мишустина.

### «Сибирь»
В мае 2014 года было объявлено о заказе «Росатомом» у верфи «Балтийский завод» ещё двух серийных атомных ледоколов проекта 22220 за 84,4 млрд рублей.
Первый серийный ледокол «Сибирь» был заложен 26 мая 2015 года.
Спуск на воду состоялся 22 сентября 2017 года.
На церемонии спуска на воду сроком сдачи был назван май 2020 года. На конец августа 2019 года готовность ледокола «Сибирь» — 58,5 %.
Запланированная сдача заказчику — конец 2021 года.
Акт приёма-передачи заказчику подписан 24 декабря 2021 года.
25 января 2022 года первый серийный атомный ледокол «Сибирь» проекта 22220 официально вошёл в состав ФГУП «Атомфлот», церемония поднятия государственного флага России прошла в порту приписки г. Мурманск.

### «Урал»
Ледокол заложен в июле 2016 года. Ядерные реакторы «РИТМ-200» были установлены в ноябре 2018 года.
Спуск на воду состоялся в Санкт-Петербурге на Балтийском заводе 25 мая 2019 года.
Передача ледокола ФГУП «Атомфлот» предполагалась в августе 2021 года.
Готовность ледокола «Урал» на конец августа 2019 года — 44,4 %. Запланированная сдача заказчику — конец 2022 года.
На атомном ледоколе «Урал» 22 ноября 2022 года прошла церемония поднятия государственного флага — атомоход передан в эксплуатацию.

### Последующие ледоколы
В июле 2019 года «Атомфлот» объявил тендер на строительство ещё двух ледоколов этой серии. Их общая стоимость оценена в 100 млрд рублей. 45 млрд рублей поступит из федерального бюджета, 55 млрд рублей — средства «Атомфлота» и «Росатома». Предполагается, что строительство одного из них должно завершиться не позднее декабря 2024 года, второго — не позднее декабря 2026 года.
23 августа 2019 года «Атомфлот» и АО «Балтийский завод» подписали контракт на строительство третьего и четвёртого ледоколов проекта 22220. Строительство третьего ледокола обойдётся в 48,2 млрд рублей, четвёртого ледокола этого проекта — 51,8 млрд рублей. По оценкам экспертов, это на данный момент самые дорогие гражданские суда России. 29 октября 2019 года АО «ОКБМ Африкантов» (входит в АО «Атомэнергомаш») и АО «Балтийский завод» подписали контракт на комплектную поставку реакторных установок (РУ) «РИТМ-200» для третьего и четвёртого серийных (четвёртого и пятого по счёту) универсальных атомных ледоколов проекта 22220 типа ЛК-60Я.
В 2021 году стало известно о скорой закладке ещё двух ледоколов проекта 22220. Их строительство планируется начать в 2022 году.
31 декабря 2022 года распоряжением премьер-министра РФ выделено 58,9 млрд рублей бюджетных инвестиций на строительство пятого и шестого серийных ледоколов. При этом:
- на строительство пятого выделено 28,3 млрд рублей при общей предполагаемой стоимости 56,6 млрд рублей и планируемым завершением строительства в 2028 году;
- на строительство шестого — 30,6 млрд рублей при общей предполагаемой стоимости 61,3 млрд рублей и планируемым завершением строительства в 2030 году.[36]

Пятый и шестой серийные ледоколы проекта планировалось назвать «Камчатка» и «Сахалин», дополняя названия географических частей Севморпути, присвоенные предыдущим ледоколам, регионами России, соединяющими европейскую часть и Севморпуть с Азиатско-Тихоокеанским регионом.
Дополнительно к серии ледоколов запланировано строительство одного многофункционального судна снабжения проекта 22770, основным предназначением которого будет осуществление перезарядки реакторов атомных ледоколов и плавучих атомных энергоблоков.

## Представители проекта
| № | Наименование             | Зав. № | Закладка   | Спуск на воду | Ввод в эксплуатацию | Вывод из эксплуатации | Состояние                                                 | Примечания           |
| - | ------------------------ | ------ | ---------- | ------------- | ------------------- | --------------------- | --------------------------------------------------------- | -------------------- |
| 1 | «Арктика»                | 05706  | 05.11.2013 | 16.06.2016    | 21.10.2020          |                       | В эксплуатации                                            |                      |
| 2 | «Сибирь»                 | 05707  | 26.05.2015 | 22.09.2017    | 25.01.2022          |                       | В эксплуатации                                            |                      |
| 3 | «Урал»                   | 05708  | 25.07.2016 | 25.05.2019    | 22.11.2022          |                       | В эксплуатации                                            |                      |
| 4 | «Якутия»                 | 05709  | 26.05.2020 | 22.11.2022    | 28.12.2024          |                       | В эксплуатации                                            |                      |
| 5 | «Чукотка»                | 05712  | 16.12.2020 | 06.11.2024    | 12.2026             |                       | Достраивается на плаву, готовится к швартовным испытаниям |                      |
| 6 | «Ленинград» («Камчатка») | 05713  | 26.01.2024 | 2026          | 12.2028             |                       | Строится                                                  |                      |
| 7 | «Сталинград» («Сахалин») | 05714  | 11.2025    | 2028          | 12.2030             |                       | Планируется закладка                                      | Готовится к закладке |